# 莲花池街道 (泸州市)
莲花池街道，是中华人民共和国四川省泸州市龙马潭区下辖的一个乡镇级行政单位。

## 行政区划
莲花池街道下辖以下地区：
宏达社区、羊大山社区、五八社区、龙祥社区和关口社区。